# Turcu
Il Turcu (conosciuto anche come: Moieciu e nel suo corso superiore anche: Bângăleasa o Grohotișul) è un affluente di destra del fiume Bârsa in Romania. Si unisce al Bârsa a Tohanu Vechi vicino a Zărnești. La sua sorgente è sui Monti Bucegi, è lungo 30 km e la dimensione del suo bacino idrografico è di 201 km².

## Affluenti
I fiumi seguenti sono affluenti del Turcu, dalla sorgente alla foce:
- A sinistra: Stăncioiu, Grădiștea, Sbârcioara, Tohănița;
- A destra: Valea Lungă, Jungulești, Șimon, Poarta